# Manuel de Flórez y Carrió
Manuel de Flórez y Carrió (Cádiz, 1857-Madrid, 10 de julio de 1920) fue un político y militar español, ministro de Marina durante el reinado de Alfonso XIII.

## Biografía
Nació en Cádiz en 1857. Ocupó el cargo de ministro de Marina entre el 11 de junio y el 3 de noviembre de 1917 en un gobierno Dato y entre el 20 de julio y el 13 de diciembre de 1919 en sendos gobiernos Sánchez Toca y Allendesalazar. Durante su primer mandato produjo la fundación oficial de la Aviación Naval, por Real Decreto de 15 de septiembre de 1917. Fue senador vitalicio entre 1919 y 1920. Casado con Josefa Martínez de Hinojosa y Nestares, con quien tuvo tres hijos, falleció en Madrid el 10 de julio de 1920.